# Боливарии
Боливариите (Bolivaria) са род насекоми от семейство Същински богомолки (Mantidae).
Таксонът е описан за пръв път от Карл Стол през 1877 година.

## Видове
- Bolivaria amnicola
- Bolivaria brachyptera – Късокрила боливария
- Bolivaria kurda
- Bolivaria xanthoptera